# Llista de patriarques d'Armènia
Llista de Patriarques d'Armènia:
- Gregori l'Il·luminat (Grigor Lussavoricht), fill d'Anak assasi del rei d'Armènia 288-325
- Aristanes (Aristakios) 325-333 (fill de Grigor)
- Verthanes (germà d'Aristanes) 333-341
- Husik o Iusik (fill de Varthanes) 341-348
- Pharen d'Achtichat (germà d'Husik?) 348-352
- Shahak de Manazkert (Tchonak) 352-353
- Narseh I el gran (fill d'Atanakhines, que era fill d Husik) 353-359, fundador del casal d'Abianus.
- Shahak de Manazkert (segona vegada) 359-363
- Narseh I el gran (segona vegada) 363-373
- Shahak de Manazkert (tercera vegada) 373-377
- Zaven 377-381 (parent de Chahak)
- Aspurakes I (germa de Zaven) 381-386
- Isaac I (fill de Narseh I el gran) 387-418 (la seva filla era Sahakanuch, l'esposa d'Hamazaspes Mamiconi)
- Surmak 428-429
- Berqisho 429-432
- Shimuel I 432-437
- Hovsep I d'Holotsim o Kholotsim 444-461
- Giut o Gut d'Arahez 461-478
- Joan Mandakuní 478-490
- Bagben d'Othmus 490-515
- Shimouel II d'Ardzke 516-526
- Moushe d'Ailaberk 526-534
- Isaac II d'Ughkí 534-539
- Kristaphor I de Tiraritch 539-545
- Levand d'Erast 545-548
- Nerseh II d'Achtarak 548-557
- Joan II Gabelian 557-574
- Movses II d'Elivard 574-604
- Joan de Bagaran 590-611 (pretendent en territori romà d'Orient)
- Abraham d'Albathan 604 (candidat)
- vacant 604-607, administrat per Verthanes Qerthol el gramatic
- Abraham d'Albathan 607-615
- Komitas 615-628 (ajudat per Joan Mairavanetsí)
- Khristaphor II d'Apahuniq 628-630
- Ezr (Yezr) o Esdras de Phurajnakert 630-641
- Nerseh III d'Ichkhan "Chinol" 641-661
- Anastase I d'Akori 661-667
- Israel I d'Othmus 667-677
- Isaac III de Dzoropor 677-703
- Elia d'Ardjech 703-717
- Joan III Imasterasser "Olznetsi" 717-728
- David I d'Aramuniq 728-741
- Terdat I d'Othmus 741-764
- Sion de Baronq 765-775
- Yesai d'Elipatruch 775-788
- Stephanos I 788-791
- Huab de Dvin 791
- Solomon I de Garni 791-795
- Hovsep II de Pharpi "Karidj" 795-806
- David II de Gagal 806-833
- Joan IV de Dvahik 833-854
- Zakaria I d'Izak 855-877
- Georg I de Garni 878-898
- Mashots I d'Elivard 898-899
- Joan V de Draskhanakert (conegut com a Joan Catolicós) 899-931
- Esteve II Reixtuní 931-932
- Teodor I Reixtuní 932-938
- Eliche Reixtuní 938-943
- Anania de Moks 943-967
- Vahan o Vahanik de Siunia 967-969
- Stephanos III de Sevan 969-971
- Khatshik I Archaruni 972-992 o 990 (potser vacant del 990-992)
- Sangis I de Sevan 992-1019
- Petros I Getadartz 1019-1036
- Dioskoros de Sanahin 1036-1038
- Petros I Getadartz (segona vegada) 1038-1054
- Khatshik II Getadartz 1054-1060
- vacant 1060-1065
- Grigor II Vkayasser 1065-1069
- Georg II de Lori 1069-1072
- Grigor II Vekaiase (segona vegada) 1072-1076 (pretendent 1076-1090)
- Sargis II d'Honi 1076-1077
- Theodoros II d'Alakhosik 1077-1090
- Grigor II Vekaiase (tercera vegada) 1090-1105
- Barsel d'Aní 1105-1113
- Grigor III Pahlavouni 1113-1166
- Sant Nerses IV Schnorhali 1166-1173
- Gregori IV Tekha 1173-1193
- Grigor V Karavege 1193-1194
- Grigor VI Apirat 1194-1203
- Joan VI el Magnífic 1203-1221
- Constantí I de Bartzrberd 1221-1267
- Hacob I de Kla 1267-1286
- Constantí II Pronagortz 1286-1289
- Stepanos IV de Romqla 1290-1293
- Grigor VII de Anazarbe 1293-1307
- Constantí III de Cesarea 1307-1322
- Constantí IV de Lampron 1322-1326
- Hacob II de Tarsus 1327-1341
- Mekhitar I de Grner 1341-1355
- Mesrob I d'Artaz 1359-1372
- Constantí V de Sis 1372-1374
- Poghos I de Sis 1374-1377
- Theodoros II de Cilicia 1377-1392
- Karapet I de Keghy 1393-1408
- Hacob III de Sis 1408-1411
- Grigor VIII Khantzoghat 1411-1416
- Poghos II de Garni 1416-1429
- Constantí VI de Vahka 1429-1439
- Grigor IX Moussabeguian 1439-1441

El 1441 la seu es va restaurar a Vagharxapat a 20 km a l'oest d'Erevan
- Giragos 1441-1443
- Gregori X 1443-1465
  - Aristaces II (Coadjutor) 1465-1469
- Sarkis II 1469-1474
- Joan VII 1474-1484
- Sarkis III 1484-1515
- Zacharias II 1515-1520
- Sarkis IV 1520-1536
- Gregori XI 1536-1545
- Esteve V 1545-1567
- Miquel 1567-1576
- Gregori XII 1576-1590
- David IV 1590-1629
- Moses III 1629-1632
- Felip 1633-1655
- Jacob IV 1655-1680
- Eliazar 1681-1691
- Nahabed 1691-1705
- Alexandre I 1706-1714
- Asdvadzadur 1715-1725
- Garabed II 1725-1729
- Abraham II 1730-1734
- Abraham III 1734-1737
- Lazar 1737-1751
- Minas 1751-1753
- Alexandre II 1753-1755
- Isaac V (elegit però no consagrat) 1755
- vacant
- Jacob V 1759-1763
- Simeó 1763-1780
- Lluc 1780-1799
- Josep (II) (elegit però no consagrat) 1800-1801
- David V 1801-1807
- Daniel 1802-1808
- Yeprem 1809-1830
- John VIII 1831-1842
- Nerses V 1843-1857
- Matthew I 1858-1865
- George IV 1866-1882
- vacant
- Magar 1885-1891
- Mgrdich 1892-1907
- Mateu II 1908-1910
- Jordi V 1911-1930
- vacant
- Khoren 1932-1938
- vacant
- Jordi VI 1945-1954
- Vasken 1955-1994
- Karekin I 1995-1999
- Karekin II 1999-